# Großer Knorpellattich
Der Große Knorpellattich (Chondrilla juncea), auch Binsen-Knorpellattich genannt, ist eine Pflanzenart aus der Gattung Knorpellattiche (Chondrilla) innerhalb der Familie der Korbblütler (Asteraceae).

## Beschreibung

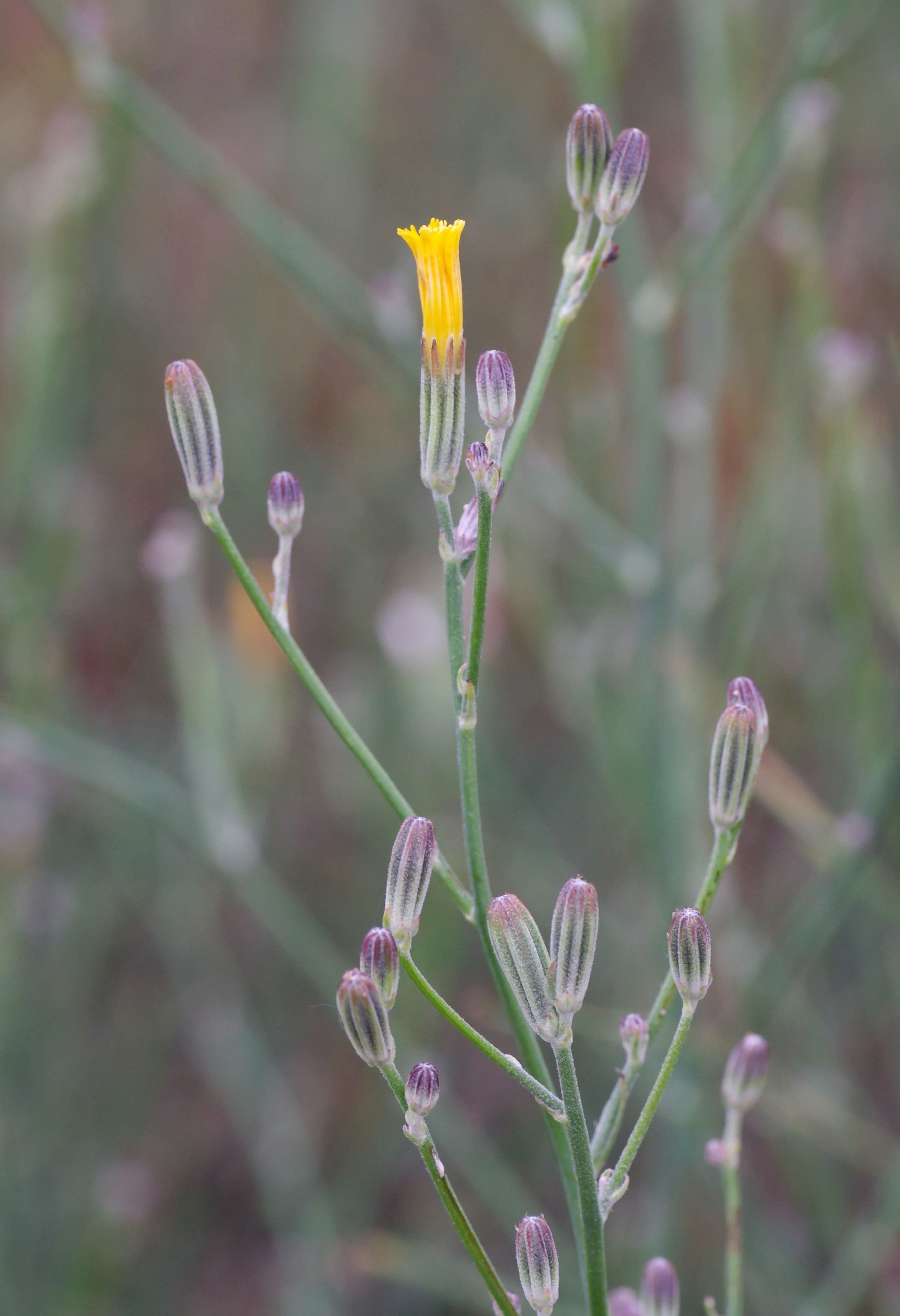
In der zweiten Tageshälfte sind die Blüten meist geschlossen. Die ganze Pflanze wirkt blaugrün bereift

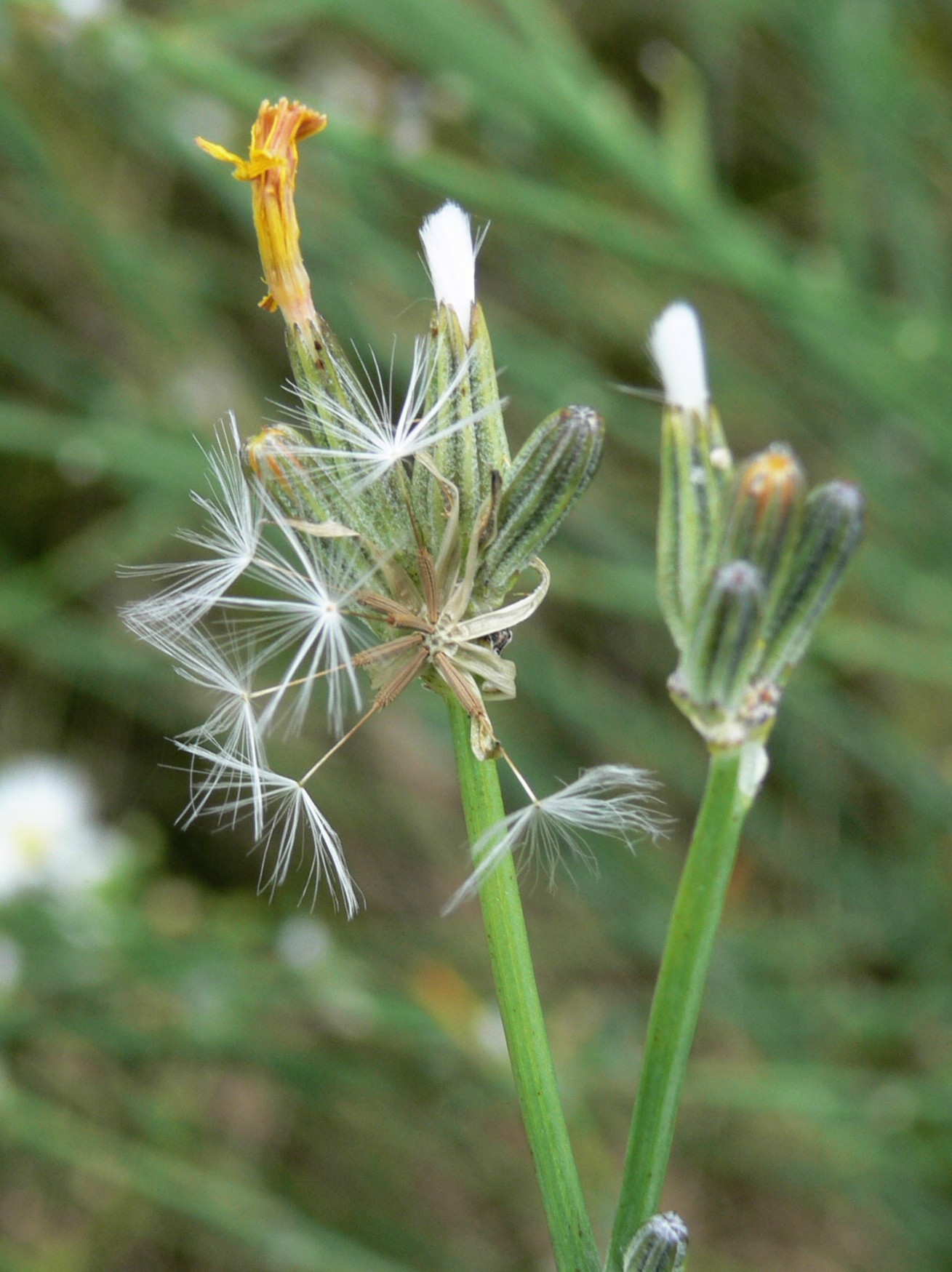
Fruchtstände mit Pappus

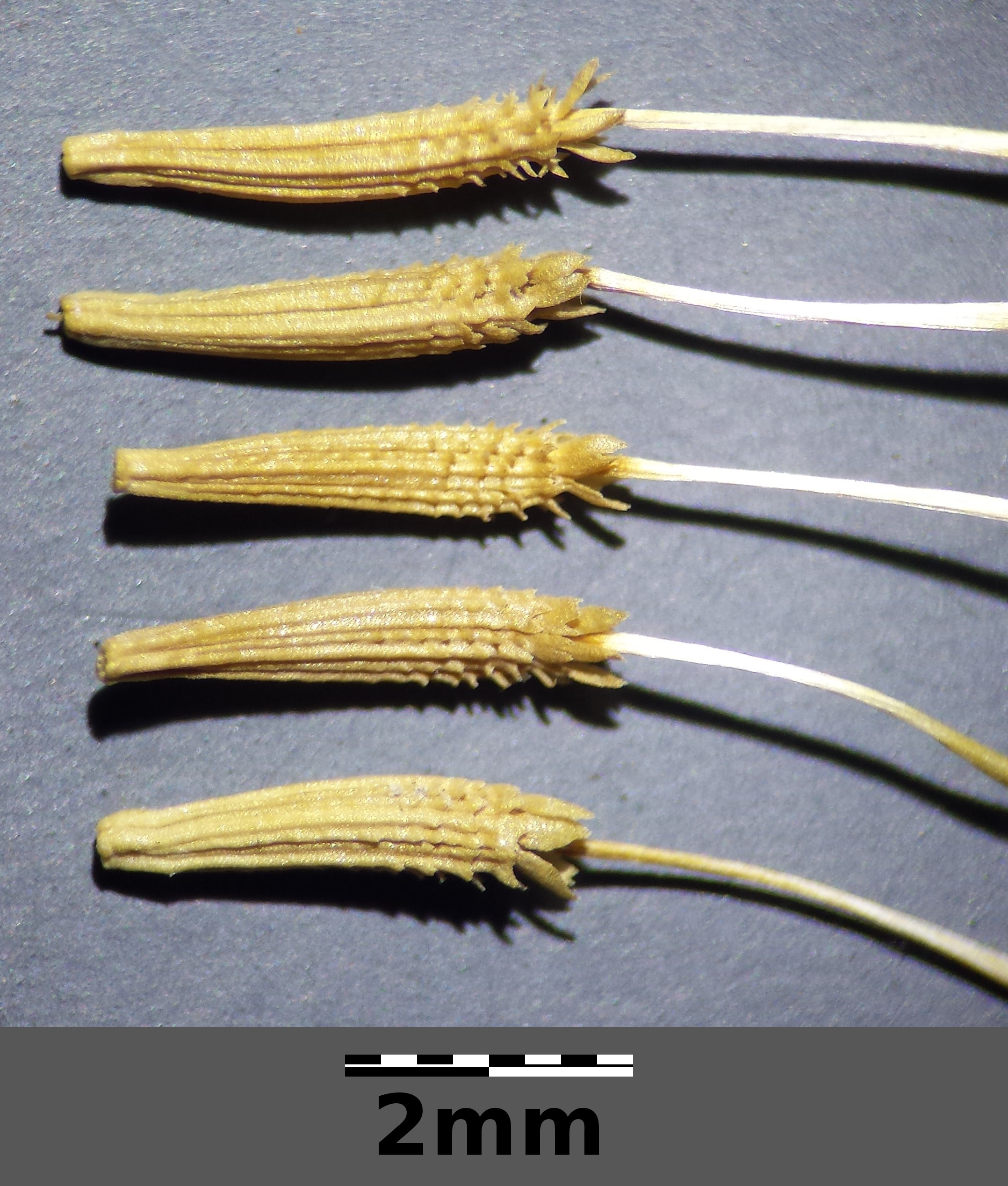
Achänen

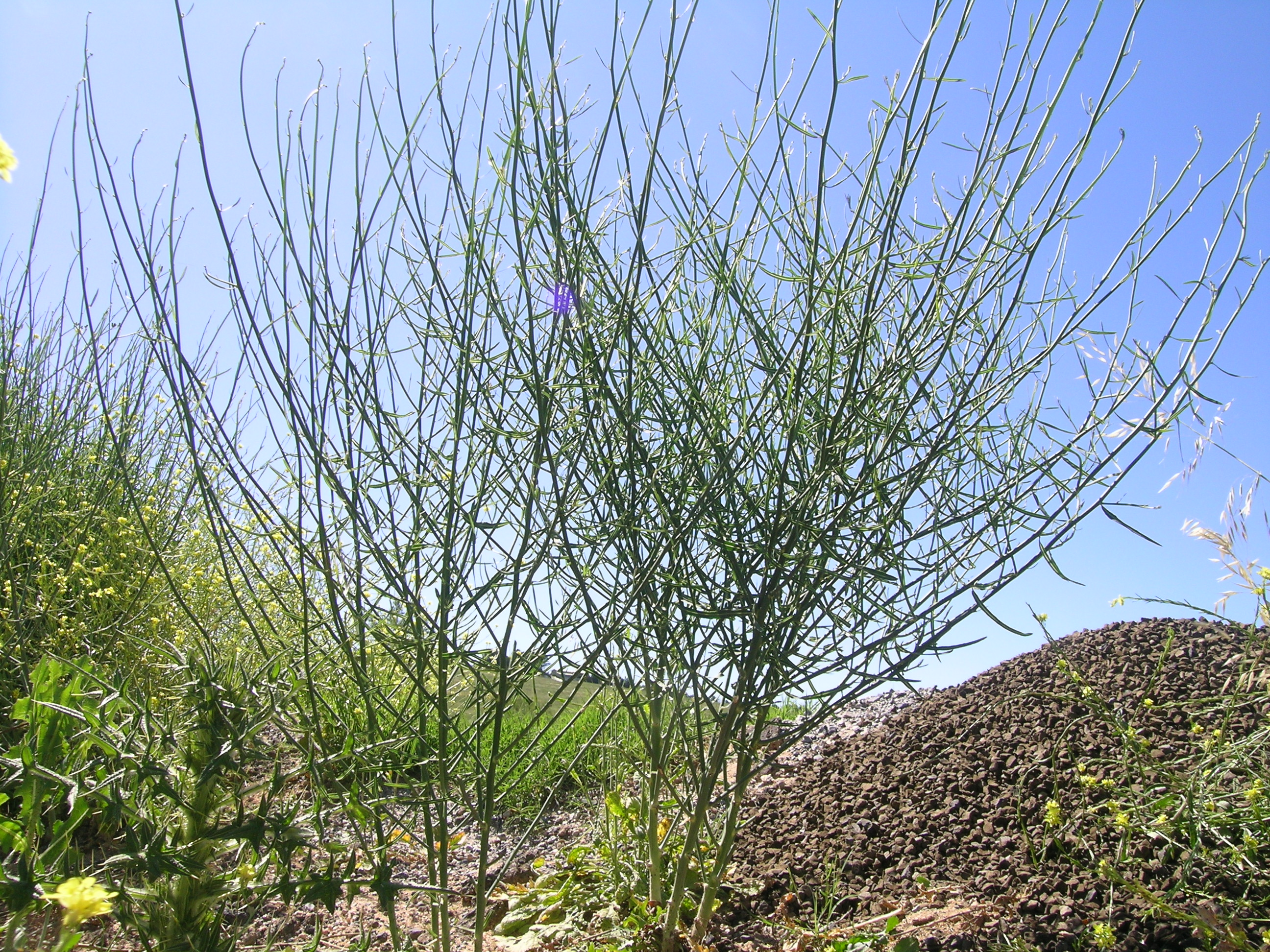
Habitus

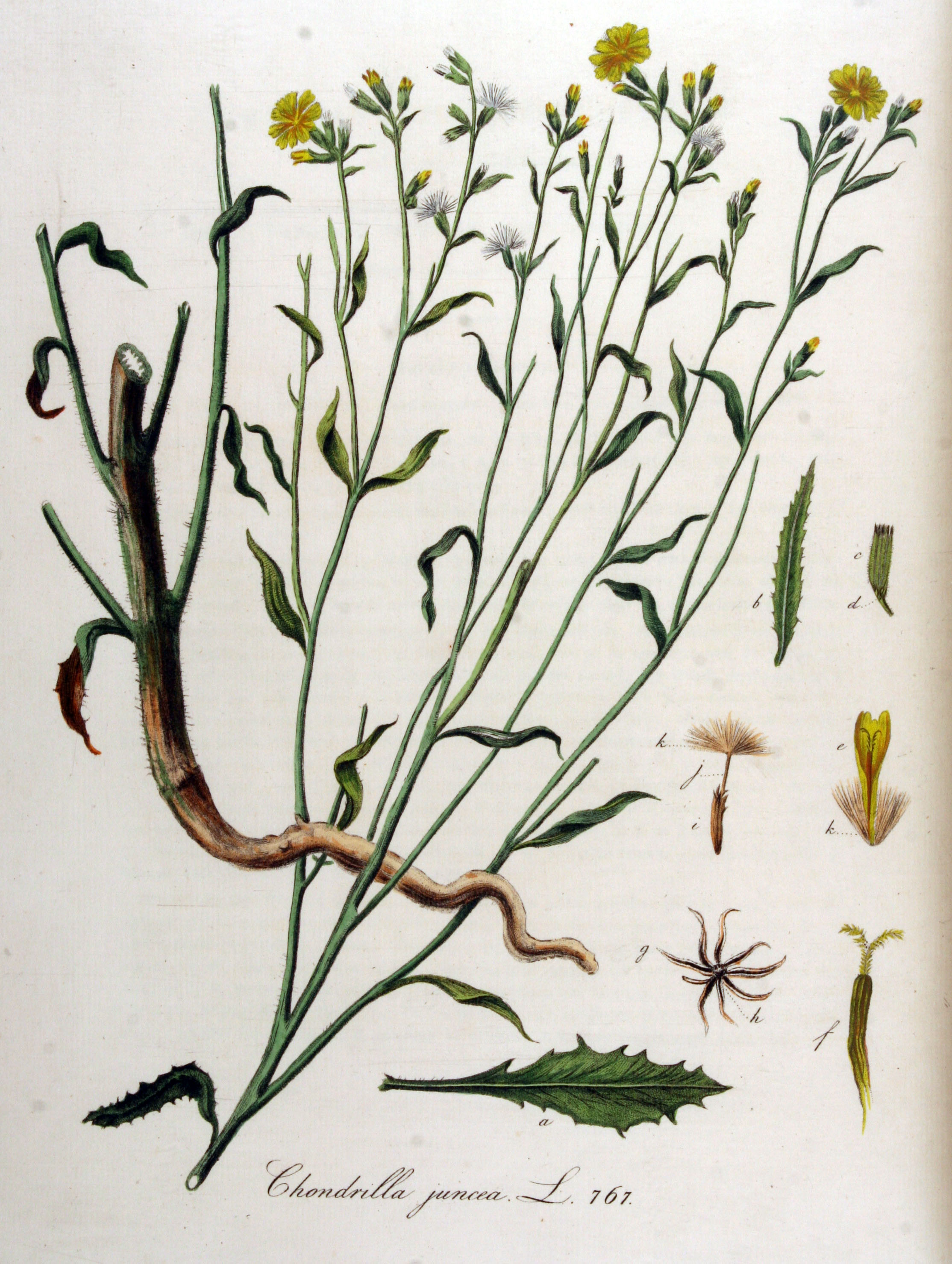
Illustration aus Flora Batava, Volume 10

### Vegetative Merkmale
Der Große Knorpellattich ist eine ausdauernde krautige Pflanze und erreicht Wuchshöhen von 30 bis 130 Zentimetern. Seine Wurzeln reichen bis zu 2 Meter tief. Die Pflanzenteile führen Milchsaft. Die Stängel sind blaugrün, ihre Basis ist abstehend weißborstig behaart. Die ganze Pflanze ist sparrig-rutig und verzweigt sich bereits über den Grundblättern ausladend.
Die Grundblätter sind wie die Stängel blaugrün bereift. Ihre Form ist schrotsägeförmig, die Mittelader ist an der Blattunterseite borstig behaart. Zur Blütezeit sind die Grundblätter vertrocknet. Die Stängelblätter sind lanzettlich bis schmal-linealisch, ungeteilt, ganzrandig oder selten dornig gezähnt und starr.

### Generative Merkmale
Die Blütezeit reicht von Juli bis September. Die körbchenförmigen Teilblütenstände stehen in lockeren ährigen Gesamtblütenständen zusammen oder an rutenförmigen Verzweigungen. Die Blütenkörbchen sind einzeln oder zu 2 bis 3 in Blattwinkeln sitzend. Die Hülle ist bei einer Länge von 10 bis 13 Millimetern schmal-walzenförmig und flaumig-flockig behaart. Die äußeren Hüllblätter sind sehr klein, schuppenförmig, die inneren sind linealisch-lanzettlich, „gezähnelt“ und am Rand häutig. Die Blütenkörbchen enthalten nur Zungenblüten. Die Zungenblüten sind länger als die Korbhülle und unterseits oft rötlich oder weiß gestreift.
Die Achänen sind gerippt, 8 bis 9 Millimeter lang mit ebenso langem Schnabel; die Oberseite ist höckerig. Der Pappus ist mehrreihig und daher stielartig hochgehoben mit einfachen oder kurz gezähnten „Strahlen“. Am Grund des Pappus sitzt ein Kragen aus fünf spitzen Schuppen.

### Chromosomensatz
Die Chromosomenzahl beträgt 2n = 15.

## Ökologie
Beim Großen Knorpellattich handelt es sich um einen Hemikryptophyten. Der Große Knorpellattich wurzelt bis über 2 Meter tief. Die Laubblätter stellen sich bei starker Sonneneinstrahlung senkrecht zur Sonne (Kompasspflanze). 
Die Blüten werden durch Insekten bestäubt, die Vermehrung erfolgt durch Agamospermie. Die Blüten sind von 9 bis 10 Uhr und 2 bis 3 Uhr geöffnet.
Als Bestäuber wurden die Hosenbiene (Dasypoda plumipes) und eine Grabwespe (Notogonia pompiliformis) beobachtet.
Gallbildungen rufen Eriophyes chondrillae sowie eine Aulax- und eine Dipterorum-Art hervor.
Der Große Knorpellattich ist eine Wirtspflanze für die Pilzarten Erysibe taurica und Puccinia chondrillae. Auch die Weiden-Seide (Cuscuta gronovii) kann die Pflanze besiedeln.

## Vorkommen
Der Große Knorpellattich kommt ursprünglich in Süd-, Mittel- und Osteuropa, Westasien, Nordafrika, im Kaukasusraum und in Turkmenistan vor. In Nordamerika, in Australien, Neuseeland, in Argentinien und in Lettland ist er ein Neophyt. 
Der Große Knorpellattich ist in Mitteleuropa heimisch. In Deutschland kommt er vor allem im nordostdeutschen Tiefland vor, zerstreut auch am Oberrhein und in der Pfalz. In mehreren deutschen Bundesländern ist er gefährdet oder stark gefährdet, in Nordrhein-Westfalen und Schleswig-Holstein vom Aussterben bedroht. In Österreich fehlt er in Vorarlberg, Tirol und Salzburg; im Pannonischen Raum kommt er zerstreut vor, ansonsten selten.
Der Große Knorpellattich wächst an Trockenhängen, auf Flussschotter, auf Dünen, Ruderalstellen und Ackerrändern. Der Große Knorpellattich gedeiht meist auf trockenen, mitunter kalkhaltigen und tiefgründigen Böden; besonders gern wächst er auf Löss. Er ist ein Rohboden-Pionier. Er steigt meist nur bis in die submontane Höhenstufe auf Höhenlagen von bis zu etwa 700 Metern. In Südtirol erreicht er sogar Höhenlagen von bis zu 1000 Meter, im Kanton Wallis Höhenlagen von bis zu 1550 Meter.
Die ökologischen Zeigerwerte nach Landolt et al. 2010 sind in der Schweiz: Feuchtezahl F = 1+ (trocken), Lichtzahl L = 4 (hell), Reaktionszahl R = 4 (neutral bis basisch), Temperaturzahl T = 4 (kollin), Nährstoffzahl N = 3 (mäßig nährstoffarm bis mäßig nährstoffreich), Kontinentalitätszahl K = 4 (subkontinental), Salztoleranz = 1 (tolerant).
Der Große Knorpellattich ist pflanzensoziologisch in Mitteleuropa eine Charakterart der Assoziation des Diplotaxio tenuifoliae-Agropyretum repentis, kommt aber generell in Pflanzengesellschaften der Klassen Festuco-Brometea und Sedo-Scleranthetea oder des Verbands Dauco-Melilotion vor.

## Taxonomie
Die Erstveröffentlichung von Chondrilla juncea erfolgte 1753 durch Carl von Linné in Species Plantarum, Tomus II, Seite 796. Das Artepitheton juncea leitet sich vom Wort für Binse ab und bezieht sich auf den binsenartigen Habitus dieser Art.

## Trivialnamen
Für den Großen Knorpellattich bestehen bzw. bestanden auch die weiteren deutschsprachigen Trivialnamen: Krümelin, Krümelsalat, Klein Sonnenwirbel, Sandhabichtskraut und Gelber Wegwart.

## Belege